# بالا ببر و بفروش
بالا بردن و خالی کردن یا پامپ و دامپ (انگلیسی: Pump and dump) نوعی از سفته‌بازی و کلاه‌برداری سهامی است که در آن به صورت مصنوعی بالا بردن و حباب دادن به قیمت یک سهام، از طریق انتشار اخبار مثبت گمراه کننده به منظور فروش سهامی است که در قیمت پایین‌تر خریداری شده‌است. در زمانی که قیمت سهام توسط سفته‌بازها فروخته شد، قیمت سهم ریخته و بسیاری از افراد ضرر می‌کنند. این نوع کلاهبرداری بیشتر در بازار رمز ارزهای کم‌ارزش یا شرکت‌های کوچک رایج است.